# Olomučany
Olomučany (en allemand : Olomutschan) est une commune du district de Blansko, dans la région de Moravie-du-Sud, en République tchèque. Sa population s'élevait à 1 076 habitants en 2020.

## Géographie
Olomučany se trouve à 5 km au sud-sud-est de Blansko, à 16 km au nord-nord-est de Brno et à 181 km à l'est-sud-est de Prague.
La commune est limitée par Blansko au nord, par Rudice et Habrůvka à l'est, par Adamov au sud, et par Vranov à l'ouest.

## Histoire
La première mention écrite de la localité date de 1346.